# پارک ملی آماکایاکو
پارک ملی آماکایاکو (به اسپانیایی: Parque nacional natural Amacayacu) یک پارک ملی در کلمبیا است.